# Троллейбус Лечче
Тролле́йбус Ле́чче (итал. Rete filoviaria di Lecce) ― троллейбусная система в городе Лечче, Италия, открытая 12 января 2012 года и состоящая из двух маршрутов. Планируется постройка третьего, после её завершения общая длина маршрутов составит 28 километров.

## Маршруты
Троллейбусная система в Лечче состоит из двух маршрутов:
- №29 Улица Франческо Калассо―Городской центр―Ж/д станция
- №30/31 Ж/д станция―Улица Франческо Калассо (кольцевой маршрут)

## История
Строительство троллейбусной системы в Лечче началосб благодаря закону о посредничестве в сфере скоростного общественного транспорта (выпущен 26 февраля 1992 года). Тендер на создание системы был выигран объединением компаний Sirti, Van Hool, Imet Spa и Vossloh Kiepe GmbH. Хотя основные работы были завершены в 2007 году, и оператор «SGM Lecce» формально открыл систему в присутствие будущего мэра Адрианы Поли Портоне, ряд бюрократических вопросов привёл к фактическому открытию троллейбусной сети в 2012 году. 31 марта 2010 года оператор принял на работу заведующего троллейбусным управлением и начал курсы подготовки водителей, однако единственный троллейбусный маршрут (№29) в Лечче открылся 12 января 2012 года. 2 февраля 2013 года был открыт второй маршрут ― кольцевой (№30 ― направление троллейбусов против часовой стрелки, №31 ― по часовой стрелке) с общим временем, за которое троллейбус проходит маршрут полностью, в 40 минут.
В июне 2022 года номера маршрутов были изменены: маршрут 27 стал S13, маршрут 29 стал M1, а круговой 30/31 (против часовой стрелки/по часовой стрелке) стал C3 и C2 соответственно.

## Подвижной состав
Подвижной состав троллейбуса Лечче состоит из 12-ти троллейбусов Van Hool A330T, обладающих функцией автономного хода как при помощи дополнительных батарей, так и с помощью дизель-генератора.